# Passage Cardinet
Le passage Cardinet est une voie du 17e arrondissement de Paris, en France.

## Situation et accès

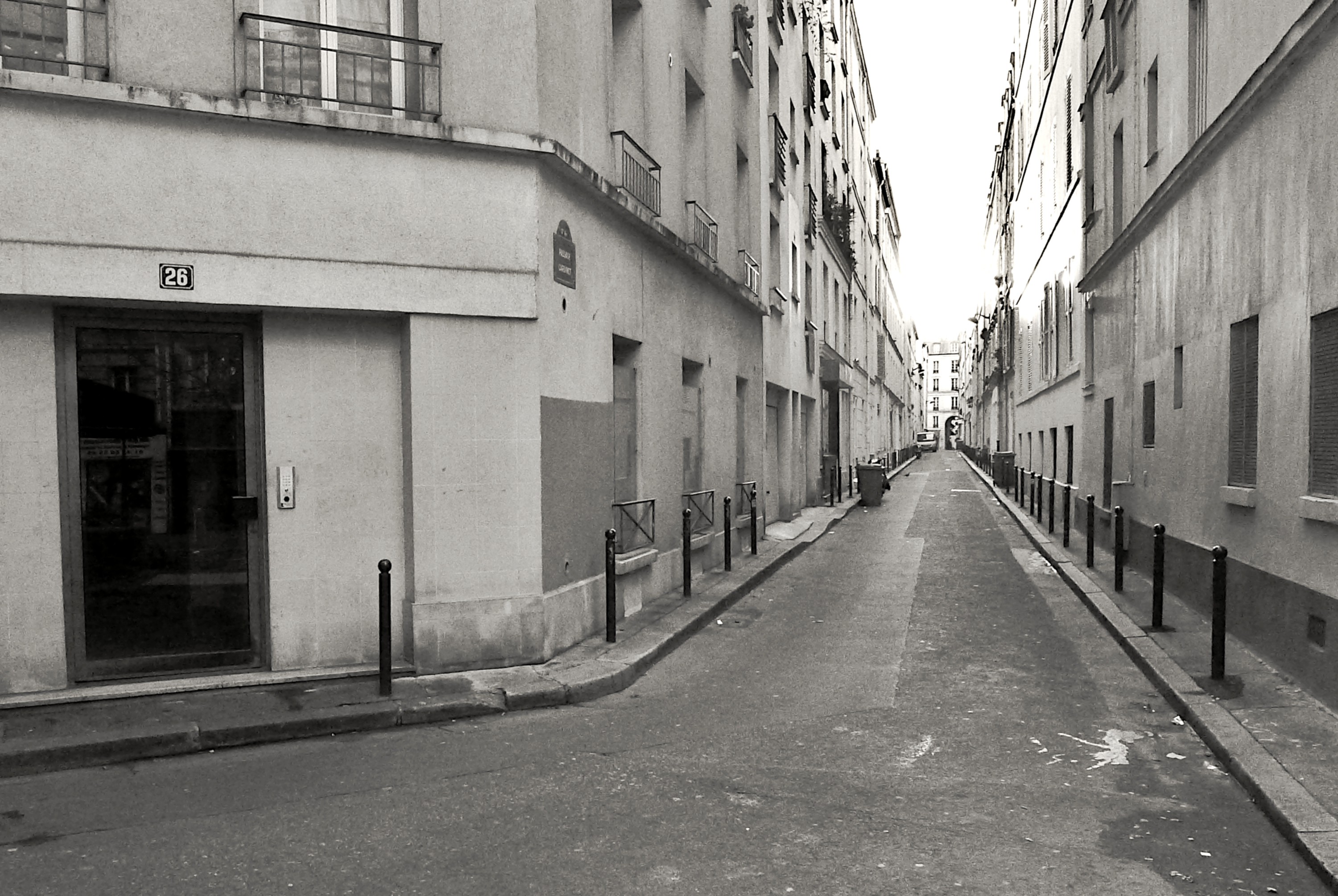
Le passage Cardinet à l'angle du numéro 26.

Le passage Cardinet est situé dans le 17e arrondissement de Paris. Il débute au 74, rue de Tocqueville et se termine au 11, rue Jouffroy-d'Abbans et 127, rue Cardinet.

## Origine du nom
Il porte le nom d'un propriétaire.

## Historique
La voie est ouverte sous la dénomination « passage Malesherbes » en 1848 et prend sa dénomination actuelle en 1868.
Dans « L’événement » d’Annie Ernaux, l’avorteuse réside impasse Cardinet.